# Wilhelm Krieger (Bildhauer)

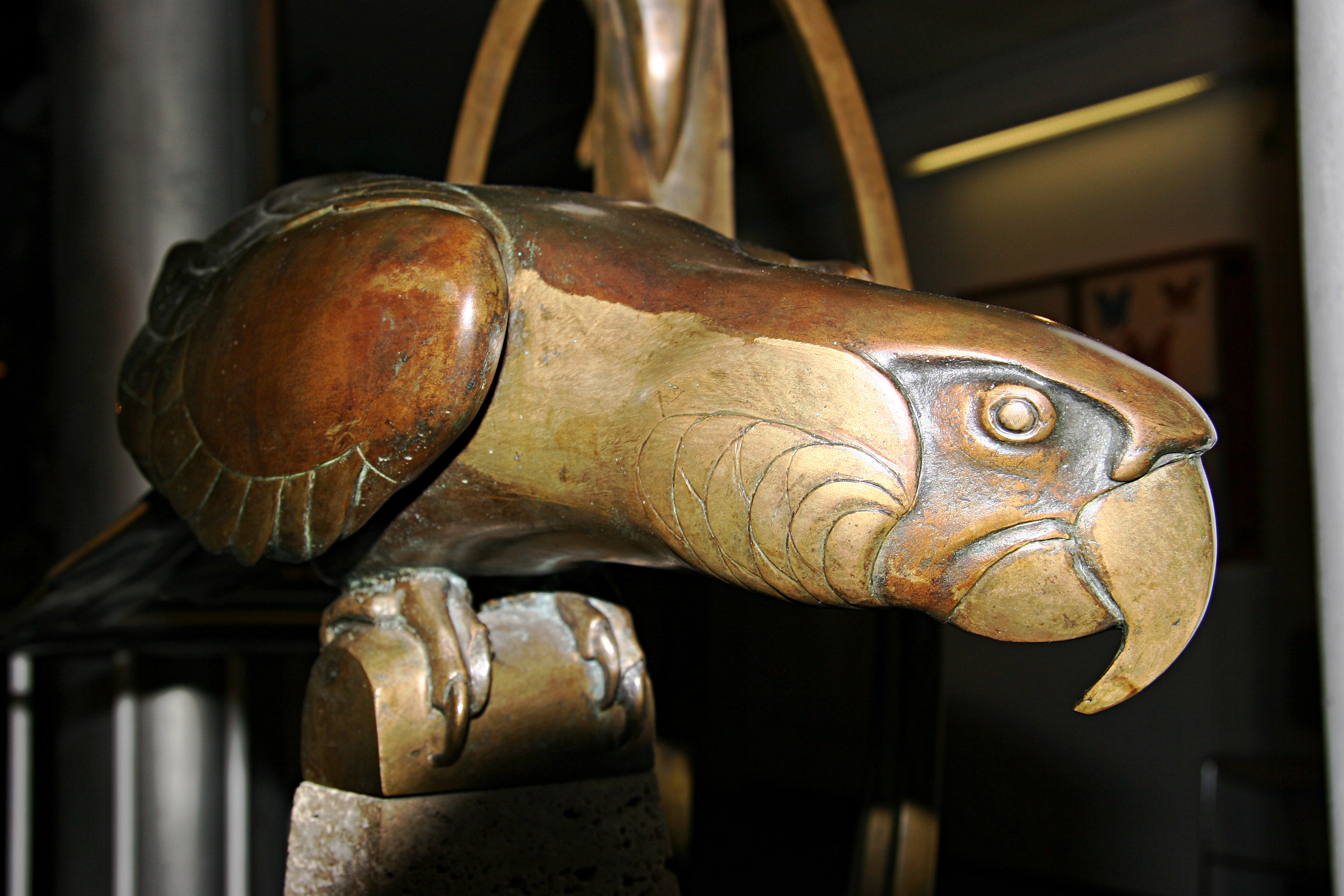
Bronzeskulptur von Wilhelm Krieger

Wilhelm Siegmund Anton Louis Krieger (* 2. Juni 1877 auf Norderney; † 14. September 1945 in Herrsching am Ammersee) war ein deutscher Bildhauer.

## Leben
Wilhelm Krieger lebte als Schüler bei Verwandten in Norden und besuchte das dortige Ulrichsgymnasium. Er verließ es, ohne die Schule abzuschließen und begann in Bremen eine dreijährige Lehre zum Dekorationsmaler. Seinem Wunsch entsprechend, wie sein Jugendfreund Poppe Folkerts Künstler zu werden, studierte er 1906 und 1907 kurz an der Kunstgewerbeschule München, brach das Studium jedoch der Landschaftsmalerei zuliebe ab und bildete sich ab etwa 1901 autodidaktisch zum Bildhauer fort.
Zwei Jahre später wurde er in München Teilhaber der Firma Zierhut & Krieger, die kunstgewerbliche Artikel wie Tafelgerät und Schmuck lieferte. Er begann, sich der Tierbildhauerei zu widmen und war freier Mitarbeiter der Keramischen Werkstätten in Herrsching, wo er ein Grundstück erwarb.
1912 heiratete Krieger die Zeichenlehrerin und Keramikerin Emilie Butters. Butters, geboren 1879 in Neustadt an der Haardt, war Keramikkünstlerin und Zeichenlehrerin. Nach einer zweijährigen Ausbildungszeit an der Kunstgewerbeschule München hatte sie 1905 ein Studium an den Lehr- und Versuch-Ateliers für angewandte und freie Kunst, einer nach Wilhelm von Debschitz benannten Münchner Kunstschule, begonnen. Sie gehörte zu den ersten Schülerinnen einer dort 1907 unter der Leitung von Clara Trueb eingerichteten keramischen Werkstätte, die Teller, Vasen und Kleinplastiken kommerziell produzierte. Seit 1911 war sie künstlerische Leiterin der Abteilung Malen der Keramischen Werkstätten in Herrsching. 1916, zwei Jahre nach deren Schließung, ging sie in ihren ersten Beruf als Lehrerin zurück. Das Ehepaar hatte fünf Kinder.
Wilhelm Krieger war Mitglied der Vereinigten Werkstätten für Kunst im Handwerk, einer Münchner Werkstatt-Firma, die zu den Gründern des bis heute bestehenden Deutschen Werkbundes gehörte. Er beteiligte sich ab 1907 an Ausstellungen der Münchner Secession und vor dem Ersten Weltkrieg an den Großen Berliner Kunstausstellungen. Ab 1913 stellte er im Münchner Glaspalast aus, der 1927 sein Werk „Bussard, stehend“ erwarb. Im selben Jahr wurde Wilhelm Krieger durch das Bayerische Kultusministerium der Professortitel ehrenhalber verliehen. Von 1937 bis 1944 beteiligte sich Krieger an der jährlich stattfindenden Großen Deutschen Kunstausstellung im Haus der Kunst, das in München auf Betreiben Adolf Hitlers durch seinen Architekten Paul Ludwig Troost geplant worden war. In dem Haus sollte die nach Ansicht der Nationalsozialisten „wirkliche“ Deutsche Kunst präsentiert werden.
Wilhelm Krieger starb am 14. September 1945 in Herrsching, seine Frau im Jahr 1962.

## Werk
Wilhelm Krieger wird von Mortimer G. Davidson in eine Reihe mit anderen bedeutenden Bildhauern und Künstlern seiner Zeit, wie Max Bernuth, Fritz Behn, Rudolf Leptien, Fritz Wrampe und Max Esser gestellt. Seine Plastiken zeigen überwiegend in Deutschland heimische Säugetiere und häufig Vögel. Sie wurden in Bronze, Messing, Stein und Porzellan ausgeführt. Zu den wenigen menschlichen Figuren Kriegers gehören Darstellungen seiner Frau und einer seiner Töchter in Porzellan. Clotilde von Derp (1892–1974), eine frühe Repräsentantin des modernen Tanzes, die seit 1900 ebenfalls in München lebte, war das Vorbild für zwei Tänzerinnenfiguren in Porzellan.
Erste Entwürfe von Porzellan für die Vereinigten Werkstätten entstanden zusammen mit der Jenaer Bildhauerin Martha Bergemann-Könitzer (1874–1955). Es handelte sich dabei um Geschirrporzellan mit Unterglasurmalerei, das von der Porzellanfabrik Rosenthal hergestellt und 1902 in Turin sowie in Düsseldorf und 1905 in München ausgestellt wurde. Während Kriegers frühe Porzellantierplastiken vom Jugendstil inspiriert waren, zeigen spätere Arbeiten den Einfluss Adolf von Hildebrands.
Die Lebensechtheit von Kriegers Tierplastiken wurde häufig gewürdigt. Sie „[…] zeigen bei strengster Stilisierung (glatte, von scharfen Konturen umrissene Flächen) einen außerordentlich überzeugenden Ausdruck von Lebenswahrheit.“
Die Entwürfe Wilhelm Kriegers wurden von der Kunstabteilung der Lorenz Hutschenreuther AG in Selb, von den Mitteldeutschen Stahlwerken, Abteilung Bildguß in Lauchhammer, der Thüringischen Porzellanfabrik Gebrüder Heubach in Lichte, der Töpferei Grootenburg, Paul Dresler in Krefeld, der Porzellanmanufaktur Allach und den keramischen Werkstätten Otto Koebcke in Herrsching ausgeführt.
Im Jahre 2014 wurde ein großer Teil des Werkes von Krieger von der Familie des Künstlers an die Zoologische Staatssammlung München übereignet. Die Zoologische Staatssammlung zeigt die Werke von Krieger gemeinsam mit Arbeiten von Studierenden (Institut für Kunstpädagogik der LMU) in ihren Räumen.

## Zitat
„[Die Plastiken] verraten das tiefste Verständnis nicht allein des Körperbaues der Tiere, sondern auch ihres Charakters. Sie sind durchaus Porträts von sprechender Ähnlichkeit – man glaubt, sie alle persönlich zu kennen – zugleich aber auch vollwertige Vertreter ihrer Gattung, da alles hier Zufällige fernbleibt, das Wesentliche aber in klaren, festen Formen zum Ausdruck kommt. Diese Tiere sind nicht in Beziehung zum Menschen gesetzt. Was geht sie der Mensch an?“

## Ausstellungen
- Erste Internationale Ausstellung für moderne dekorative Kunst, Turin 1902
- Deutsch-Nationale Kunstausstellung, Düsseldorf 1902
- Erste Ausstellung der Münchener Vereinigung für angewandte Kunst, München 1905
- Ausstellungen der Münchner Secession, ab 1907
- Große Berliner Kunstausstellung, bis 1914
- Münchner Glaspalast, ab 1913
- Große Deutsche Kunstausstellung, München 1937–1944
- Deutsches Porzellanmuseum Hohenberg an der Eger, 2009
- Bade~Museum Norderney, 2010
- Deutsches Jagd- und Fischereimuseum, München 2011
- 20. Herbstausstellung der Zoologischen Staatssammlung München: Arche Nova. Ist das Kunst oder krabelt es weg? Nov. 2014 bis Ende Feb. 2015. Zoologische Staatssammlung München